# 哈达伊
哈达伊（烏克蘭語：Гадаї），2023年之前为五一村（烏克蘭語：Первомайське），是位於烏克蘭西南部的鄉村定居點，由文尼察州海辛區的達希夫市鎮負責管轄。該鄉始建於1920年，面積0.16平方公里，海拔高度231米，2001年人口17。
2023年6月29日，乌克兰最高拉达将此地更名为“哈达伊”，该名字来源于附件的一个水库。